# Minister voor Wales
De minister voor Wales (Engels: Secretary of State for Wales) is een Britse minister die deel uitmaakt van het kabinet en de leiding heeft over de Office of the Secretary of State for Wales. De minister voor Wales houdt zich bezig met alle zaken rondom Wales.
| Minister voor Wales Secretary of State for Wales | Minister voor Wales Secretary of State for Wales | Minister voor Wales Secretary of State for Wales | Ambtstermijn               | Ambtstermijn     | Partij                 | Premier                       | Kabinet                                       | Overige functie(s)                       |
| ------------------------------------------------ | ------------------------------------------------ | ------------------------------------------------ | -------------------------- | ---------------- | ---------------------- | ----------------------------- | --------------------------------------------- | ---------------------------------------- |
|                                                  | David Maxwell Fyfe                               | Sir David Maxwell Fyfe (1900–1967)               | 26 oktober 1951            | 18 oktober 1954  | Conservative Party     | Winston Churchill (1951–1955) | Churchill III                                 | Minister van Binnenlandse Zaken          |
|                                                  | Gwilym Lloyd George                              | Gwilym Lloyd George (1894–1967)                  | 18 oktober 1954            | 10 januari 1957  | National Liberal Party | Winston Churchill (1951–1955) | Churchill III                                 | Minister van Binnenlandse Zaken          |
| Anthony Eden (1955–1957)                         | Gwilym Lloyd George                              | Gwilym Lloyd George (1894–1967)                  | 18 oktober 1954            | 10 januari 1957  | National Liberal Party | Eden                          |                                               | Minister van Binnenlandse Zaken          |
|                                                  |                                                  | Henry Brooke (1903–1984)                         | 10 januari 1957            | 9 oktober 1961   | Conservative Party     | Harold Macmillan (1957–1963)  | Macmillan I                                   | Minister van Huisvesting en Lokale Zaken |
| Macmillan II                                     |                                                  | Henry Brooke (1903–1984)                         | 10 januari 1957            | 9 oktober 1961   | Conservative Party     | Harold Macmillan (1957–1963)  |                                               | Minister van Huisvesting en Lokale Zaken |
|                                                  |                                                  | Charles Hill (1904–1989)                         | 9 oktober 1961             | 13 juli 1962     | Conservative Party     | Harold Macmillan (1957–1963)  | Minister van Huisvesting en Lokale Zaken      |                                          |
|                                                  |                                                  | Sir Keith Joseph (1918–1994)                     | 13 juli 1962               | 16 oktober 1964  | Conservative Party     | Harold Macmillan (1957–1963)  | Minister van Huisvesting en Lokale Zaken      |                                          |
| Alec Douglas-Home (1963–1964)                    | Douglas-Home                                     | Sir Keith Joseph (1918–1994)                     | 13 juli 1962               | 16 oktober 1964  | Conservative Party     |                               | Minister van Huisvesting en Lokale Zaken      |                                          |
|                                                  |                                                  | Jim Griffiths (1890–1975)                        | 16 oktober 1964            | 6 april 1966     | Labour Party           | Harold Wilson (1964–1970)     | Wilson I                                      |                                          |
|                                                  |                                                  | Cledwyn Hughes (1916–2001)                       | 6 april 1966               | 6 april 1968     | Labour Party           | Harold Wilson (1964–1970)     | Wilson II                                     |                                          |
|                                                  |                                                  | George Thomas (1909–1997)                        | 6 april 1968               | 19 juni 1970     | Labour Party           | Harold Wilson (1964–1970)     | Wilson II                                     |                                          |
|                                                  |                                                  | Peter Thomas (1920–2008)                         | 19 juni 1970               | 4 maart 1974     | Conservative Party     | Edward Heath (1970–1974)      | Heath                                         |                                          |
|                                                  | John Morris                                      | John Morris (1931)                               | 4 maart 1974               | 4 mei 1979       | Labour Party           | Harold Wilson (1974–1976)     | Wilson III                                    |                                          |
| James Callaghan (1976–1979)                      | John Morris                                      | John Morris (1931)                               | 4 maart 1974               | 4 mei 1979       | Labour Party           | Callaghan                     |                                               |                                          |
|                                                  |                                                  | Nicholas Edwards (1934–2018)                     | 4 mei 1979                 | 13 juni 1987     | Conservative Party     | Margaret Thatcher (1979–1990) | Thatcher I                                    |                                          |
| Thatcher II                                      |                                                  | Nicholas Edwards (1934–2018)                     | 4 mei 1979                 | 13 juni 1987     | Conservative Party     | Margaret Thatcher (1979–1990) |                                               |                                          |
|                                                  |                                                  | Peter Walker (1932–2010)                         | 13 juni 1987               | 4 mei 1990       | Conservative Party     | Margaret Thatcher (1979–1990) | Thatcher III                                  |                                          |
|                                                  | David Hunt                                       | David Hunt (1942)                                | 4 mei 1990                 | 27 mei 1993      | Conservative Party     | Margaret Thatcher (1979–1990) | Thatcher III                                  |                                          |
| John Major (1990–1997)                           | David Hunt                                       | David Hunt (1942)                                | 4 mei 1990                 | 27 mei 1993      | Conservative Party     | Major I                       |                                               |                                          |
| John Major (1990–1997)                           | David Hunt                                       | David Hunt (1942)                                | 4 mei 1990                 | 27 mei 1993      | Conservative Party     | Major II                      |                                               |                                          |
| John Major (1990–1997)                           |                                                  | John Redwood                                     | John Redwood (1951)        | 27 mei 1993      | 26 juni 1995           | Conservative Party            |                                               |                                          |
| John Major (1990–1997)                           |                                                  | David Hunt                                       | David Hunt (1942)          | 26 juni 1995     | 5 juli 1995            | Conservative Party            | Kanselier van het Hertogdom Lancaster         |                                          |
| John Major (1990–1997)                           |                                                  | William Hague                                    | William Hague (1961)       | 5 juli 1995      | 2 mei 1997             | Conservative Party            |                                               |                                          |
|                                                  | Ron Davies                                       | Ron Davies (1946)                                | 2 mei 1997                 | 27 oktober 1998  | Labour Party           | Tony Blair (1997–2007)        | Blair I                                       |                                          |
|                                                  | Alun Michael                                     | Alun Michael (1943)                              | 27 oktober 1998            | 28 juli 1999     | Labour Party           | Tony Blair (1997–2007)        | Blair I                                       | Eerste Minister van Wales (1999)         |
|                                                  | Paul Murphy                                      | Paul Murphy (1948)                               | 28 juli 1999               | 24 oktober 2002  | Labour Party           | Tony Blair (1997–2007)        | Blair I                                       |                                          |
| Blair II                                         | Paul Murphy                                      | Paul Murphy (1948)                               | 28 juli 1999               | 24 oktober 2002  | Labour Party           | Tony Blair (1997–2007)        |                                               |                                          |
|                                                  | Peter Hain                                       | Peter Hain (1950)                                | 24 oktober 2002            | 24 januari 2008  | Labour Party           | Tony Blair (1997–2007)        | Leader of the House of Commons (2003–2005)    |                                          |
| Lord Privy Seal (2003–2005)                      | Peter Hain                                       | Peter Hain (1950)                                | 24 oktober 2002            | 24 januari 2008  | Labour Party           | Tony Blair (1997–2007)        |                                               |                                          |
| Blair III                                        | Peter Hain                                       | Peter Hain (1950)                                | 24 oktober 2002            | 24 januari 2008  | Labour Party           | Tony Blair (1997–2007)        | Minister voor Noord-Ierland (2005–2007)       |                                          |
| Gordon Brown (2007–2010)                         | Peter Hain                                       | Peter Hain (1950)                                | 24 oktober 2002            | 24 januari 2008  | Labour Party           | Brown                         | Minister van Arbeid en Pensioenen (2007–2008) |                                          |
| Gordon Brown (2007–2010)                         |                                                  | Paul Murphy                                      | Paul Murphy (1948)         | 24 januari 2008  | 5 juni 2009            | Brown                         | Labour Party                                  |                                          |
| Gordon Brown (2007–2010)                         |                                                  | Peter Hain                                       | Peter Hain (1950)          | 5 juni 2009      | 11 mei 2010            | Brown                         | Labour Party                                  |                                          |
|                                                  | Cheryl Gillan                                    | Cheryl Gillan (1965–2021)                        | 11 mei 2010                | 4 september 2012 | Conservative Party     | David Cameron (2010–2016)     | Cameron I                                     |                                          |
|                                                  | David Jones                                      | David Jones (1952)                               | 4 september 2012           | 14 juli 2014     | Conservative Party     | David Cameron (2010–2016)     | Cameron I                                     |                                          |
|                                                  | Stephen Crabb                                    | Stephen Crabb (1973)                             | 14 juli 2014               | 19 maart 2016    | Conservative Party     | David Cameron (2010–2016)     | Cameron I                                     |                                          |
| Cameron II                                       | Stephen Crabb                                    | Stephen Crabb (1973)                             | 14 juli 2014               | 19 maart 2016    | Conservative Party     | David Cameron (2010–2016)     |                                               |                                          |
|                                                  | Alun Cairns                                      | Alun Cairns (1970)                               | 19 maart 2016              | 6 november 2019  | Conservative Party     | David Cameron (2010–2016)     |                                               |                                          |
| Theresa May (2016–2019)                          | Alun Cairns                                      | Alun Cairns (1970)                               | 19 maart 2016              | 6 november 2019  | Conservative Party     | May I                         |                                               |                                          |
| Theresa May (2016–2019)                          | Alun Cairns                                      | Alun Cairns (1970)                               | 19 maart 2016              | 6 november 2019  | Conservative Party     | May II                        |                                               |                                          |
| Boris Johnson (2019–2022)                        | Alun Cairns                                      | Alun Cairns (1970)                               | 19 maart 2016              | 6 november 2019  | Conservative Party     | Johnson I                     |                                               |                                          |
| Boris Johnson (2019–2022)                        | Vacant                                           |                                                  |                            |                  |                        | Johnson I                     |                                               |                                          |
| Boris Johnson (2019–2022)                        |                                                  | Simon Hart                                       | Simon Hart (1963)          | 13 december 2019 | 6 juli 2022            | Conservative Party            | Johnson II                                    |                                          |
| Boris Johnson (2019–2022)                        |                                                  | Robert Buckland                                  | Sir Robert Buckland (1968) | 6 juli 2022      | 25 oktober 2022        | Conservative Party            | Johnson II                                    |                                          |
| Liz Truss (2022)                                 | Truss                                            | Robert Buckland                                  | Sir Robert Buckland (1968) | 6 juli 2022      | 25 oktober 2022        | Conservative Party            |                                               |                                          |
|                                                  | David Davies                                     | David Davies (1970)                              | 25 oktober 2022            | 5 juli 2024      | Conservative Party     | Rishi Sunak (2022–2024)       | Sunak                                         |                                          |
|                                                  | Jo Stevens                                       | Jo Stevens (1966)                                | 5 juli 2024                | heden            | Labour Party           | Keir Starmer (2024–heden)     | Starmer                                       |                                          |